# Three Little Beers
Three Little Beers (br.: Três amigos ursos) é um filme estadunidense curta metragem de 1935, dirigido por Del Lord. É o 11º de um total de 190 filmes da série com os Três Patetas produzida pela Columbia Pictures entre 1934 e 1959.

## Enredo
Os Três Patetas são transportadores de barris de cerveja fabricada pela Cervejaria Pantera. Ao carregarem um caminhão com barris com a bebida, eles são avisados de um torneio de golfe oferecido aos funcionários pelo dono da companhia. Vão até o "Rancho Golf Club" para fazerem uma entrega quando veem jogos de golfe em andamento e pensam que é o torneio da cervejaria. No vestiário, pegam roupas de jogadores que estavam ali (um dos mais memoráveis figurinos da série segundo os fãs americanos) e começam a jogar — naturalmente sem saberem absolutamente nada do esporte.
A bola de Curly fica presa nos galhos de uma árvore e ele pega um machado e a derruba para recuperar a bola. Moe acha uma área livre para praticar mas a cada tacada ele faz um buraco no gramado. Larry puxa uma raiz do gramado e acaba também arruinando a área de um buraco. O zelador do campo vê o estrago e reclama com o administrador do clube.
O trio foge dos frequentadores furiosos entrando em seu caminhão de cerveja. Ao subirem em uma ladeira, a carga de barris se despreende do caminhão, causando vários acidentes com os Patetas, perseguidores e carros que circulam por perto.